# Цедрела Тондуза
Цедрела Тондуза (лат. Cedrela tonduzii) — вид цветковых растений рода Цедрела (Cedrela) семейства Мелиевые (Meliaceae).

## Этимология названия
Виды назван в честь швейцарского ботаника Адольфа Тондуза.

## Ботаническое описание
Дерево высотой до 40 м, ствол может достигать в диаметре до 180 см, однако обычно этот показатель равен 80 см. Крона дерева открытая, с низким вертикальным ветвлением. Кора — серо-коричневая, может отшелушиваться маленькими кусочками неправильной формы. Листья сложные, пильчатые, 20—50 см в длину. Каждый лист составляют 5—9 пар листочков по 7,5—15 см длиной и до 10 см шириной, сверху ярко-зелёные, снизу — серовато-зелёные.
Двудомные растения. Цветение в апреле-мае, опыление насекомыми (энтомофилия). Плод — коробочка, появляются в июне-июле. После высыхания коробочка вскрывается, и наружу высыпаются 25—30 семян, которые легко распространяются ветром.

## Распространение и местообитание
Вид распространён от Чьяпаса в Южной Мексике до Панамы. Встречается на высотах от 1200 до 2800 м над уровнем моря и на склонах гор с уклоном от 15° до 40°. Был обнаружен в Коста-Рике.